# AEG G.IV
AEG G.IV là loại máy bay ném bom hai tầng cánh của Đức trong Chiến tranh thế giới I, nó được phát triển từ AEG G.III.

## Biến thể
AEG G.IV
AEG G.IVg
AEG G.IVk

## Quốc gia sử dụng
- German Empire

## Tính năng kỹ chiến thuật (AEG G.IV)
Dữ liệu lấy từ German Aircraft of the First World War
Đặc điểm tổng quát
- Kíp lái: 3
- Chiều dài: 9,70 m (31 ft 10 in)
- Sải cánh: 18,40 m (60 ft 4,25 in)
- Chiều cao: 3,90 m (12 ft 9⅝ in)
- Diện tích cánh: 67 m² (675 ft²)
- Trọng lượng rỗng: 2.400 kg (5.280 lb)
- Trọng lượng có tải: 3.630 kg (7.986 lb)
- Động cơ: 2 × Mercedes D.IVa kiểu động cơ piston thẳng hàng, 6 xy-lanh làm mát bằng nước, 194 kW (260 hp)  mỗi chiếc

 Hiệu suất bay 
- Vận tốc cực đại: 165 km/h (90 knot, 103 mph)
- Thời gian bay: 4-5 h
- Trần bay: 4.500 m (14.760 ft)
- Tải trên cánh: 54,2 kg/m² (11,8 lb/ft²)
- Công suất/trọng lượng: 98,6 W/kg (0,0601 hp/lb)
- Lên độ cao1000 m (3.280 ft): 5 phút

Trang bị vũ khí

- Súng: 2 × súng máy 7,92 mm (.312 in)
- Bom: 400 kg (880 lb) bom[2]